# Actinocephalus ramosus
Actinocephalus ramosus là một loài thực vật có hoa trong họ Cỏ dùi trống. Loài này được (Wikstr.) Sano mô tả khoa học đầu tiên năm 2004.